# Armoiries du Cambodge

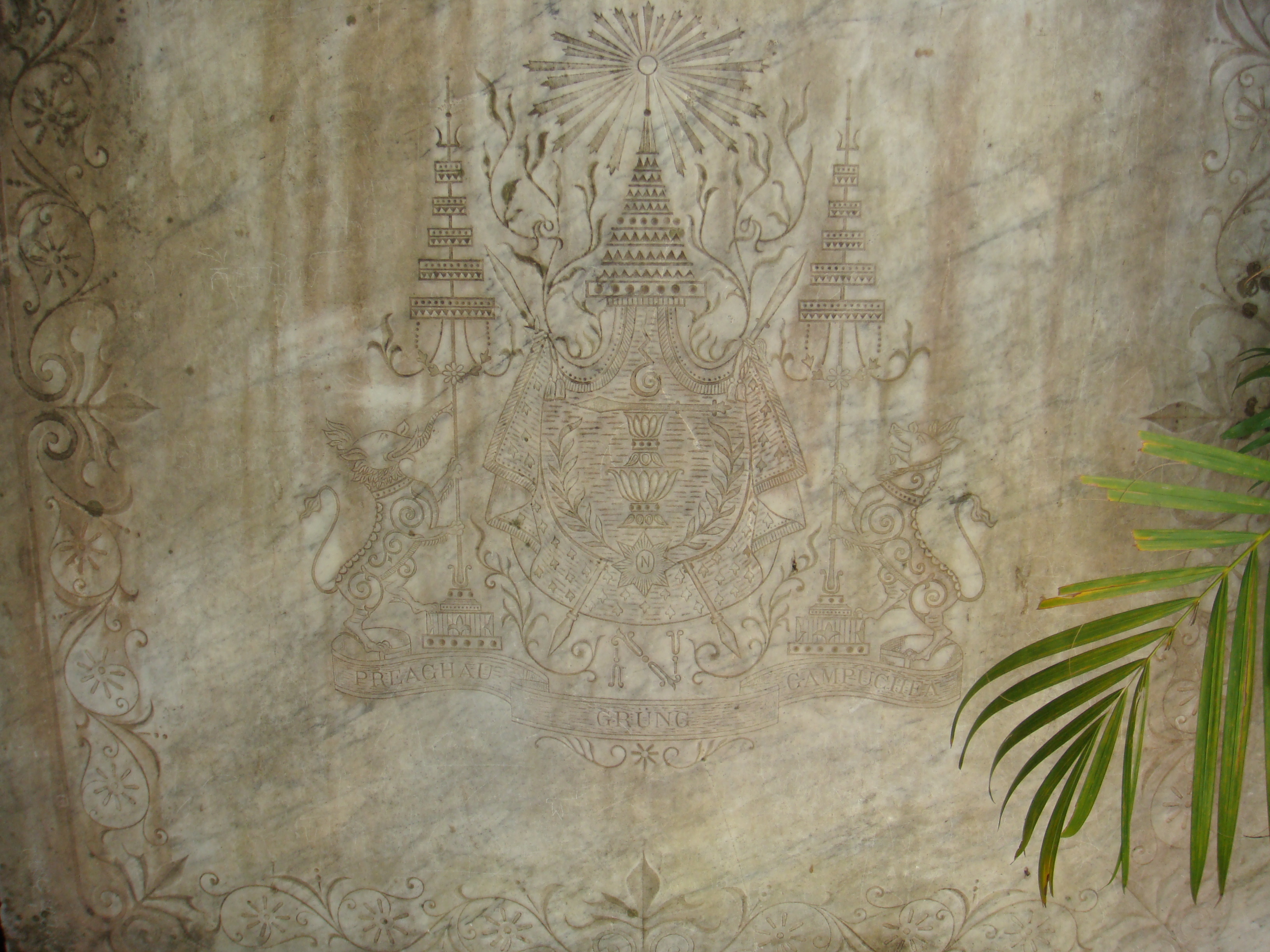
Armoiries royales du Cambodge.

Les armes royales du Cambodge furent réintroduites en 1993, après la restauration de la monarchie. 

## Description
Les armes royales du Cambodge sont composées de deux coupes, superposées l'une sur l'autre ; sur la plus haute, placée horizontalement, une épée sacrée surmontée par la version cambodgienne du symbole Om̐. Aux côtés des coupes, on peut voir deux rameaux de laurier derrière une représentation de la plaque de l'ordre royal du Cambodge. Derrière figure un manteau royal.
Dans la partie supérieure du blason, on peut voir la couronne royale du Cambodge, avec un rayon de lumière sur elle. 
Le blason est flanqué de deux animaux mythiques : à droite, un gajasinha, un lion (singha) avec la trompe d'un éléphant (gaja) ; et à gauche, un singha, qui est un autre lion mythologique. Chacun de ces animaux porte un parasol à cinq niveaux.
Dans la partie inférieure, sur une ceinture, on peut lire la devise nationale écrite en cambodgien : ព្រះចៅក្រុងកម្ពុជា ("Roi du Royaume du Cambodge").

## Galerie

Armoiries du royaume du Cambodge (1935-1953)
Armoiries du royaume du Cambodge (1953-1970)
Emblème de la République khmère (1970-1975)
Emblème du Kampuchéa démocratique (1975-1982)
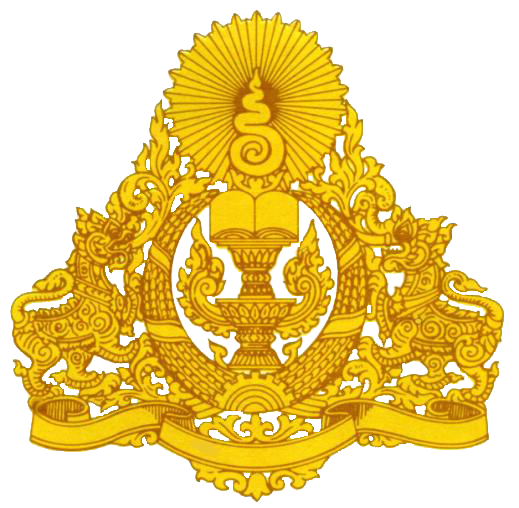
Emblème du gouvernement de coalition du Kampuchéa démocratique (1982-1992)

Emblème de la république populaire du Kampuchea (1979-1989)
Emblème de l'État du Cambodge (1989-1992)
Emblème de l'Autorité de transition des Nations unies au Cambodge (1992-1993)